# Мајда Тушар
Мајда Тушар (Скопље, 24. јун 1950 — Скопље, 14. април 2022) била је македонска позоришна и филмска глумица. Дипломирала је на Високој музичкој школи у Скопљу, на Одсеку за глуму. Од 1973. године ради као глумац у Драмском театру у Скопљу. Умрла је у Скопљу 14. априла 2022.

## Филмографија
| Година     | Назив                                  | Улога       |
| 1972.      | Истрел ТВ-серија                       | Анѓа        |
| 1974.      | Како се сакаа Перфет и Леонида ТВ-филм |             |
| 1975.      | Сребрено јаболко ТВ-филм               |             |
| 1975.      | Прадоксот на Диоген ТВ-филм            | Даница      |
| 1977.      | Итар Пејо ТВ-серија                    |             |
| 1977.      | Исправи се, Делфина ТВ-филм            |             |
| 1979.      | Наши години ТВ-серија                  | Босилка     |
| 1980.      | Оловна бригада ТВ-филм                 | Маре        |
| 1982.      | Слана во цутот на бадемите ТВ-филм     |             |
| 1982.      | Јужна патека ТВ-филм                   |             |
| 1982.      | Илинден ТВ-серија                      | Коца        |
| 1984-1985. | Случки од животот ТВ-серија            |             |
| 1987.      | Трета доба ТВ-филм                     |             |
| 1987.      | За трошка среќа ТВ-филм                | Проститутка |
| 1987.      | Претежно ведро ТВ-филм                 | Милка       |
| 1989-1993. | Македонски народни приказни ТВ-серија  |             |
| 1992.      | Сили во воздухот ТВ-филм               | Кристина    |
| 1992-1993. | Еурека ТВ-серија                       | Фани        |
| 1995.      | Во светот на бајките ТВ-серија         |             |
| 1997.      | Добродошли у Сарајево ТВ-филм          | Жена пекар  |
| 2000.      | Хофманова 13                           |             |
| 2000-2001. | Погрешно време ТВ-серија               |             |
| 2002.      | Наше маало ТВ-серија                   | Кони        |
| 2006.      | Нави ТВ-филм                           | Баба Доста  |
| 2011.      | Турни ме да Кинисам ТВ-серија          |             |
| 2012.      | Бардо ТВ-филм                          |             |
| 2016.      | Исклучиво жолти лалиња ТВ-филм         |             |
| 2017.      | Вистински приказни ТВ-серија           |             |

## Награде
- 1994 — Награда „Климент Охридски“ за остварења у области позоришта
- 1978 — „Актер на годината” за главну улогу Ленче у представи „Ослободувањето на Скопје“
- 1978 — Награда „Војдан Чернодрински“ за главну улогу Ленче у представи „Ослободувањето на Скопје“
- 1999 — Награда за најбољу споредну улогу лик мајке у представи „Роберто Зуко“